# Alttrebbin
Alttrebbin è una frazione del comune tedesco di Neutrebbin, nel Brandeburgo.

### Esplicative
1. ↑  Letteralmente: «Trebbin vecchia», in contrapposizione alla vicina Neutrebbin – «Trebbin nuova».

### Bibliografiche
1. ↑  (DE) Hauptsatzung der Gemeinde Neutrebbin, § 4. (PDF), su barnim-oderbruch.de.